# Dodo (entreprise)
Dodo est une entreprise française spécialisée dans la literie fondée en 1937 à Saint-Avold (Moselle).

## Histoire
Le groupe Dodo est fondé en 1937 par Ernst Hanau. Il est implanté à Saint-Avold dans la Moselle.
En 1970, sous la direction de Jacques Hanau, Dodo implante ses toutes premières couettes dans les rayons de la grande distribution.
En 2004, Dodo rachète Topiol et Drouault.
L'entreprise fait partie des leaders européens d’articles de literie.